# Хуй войне!

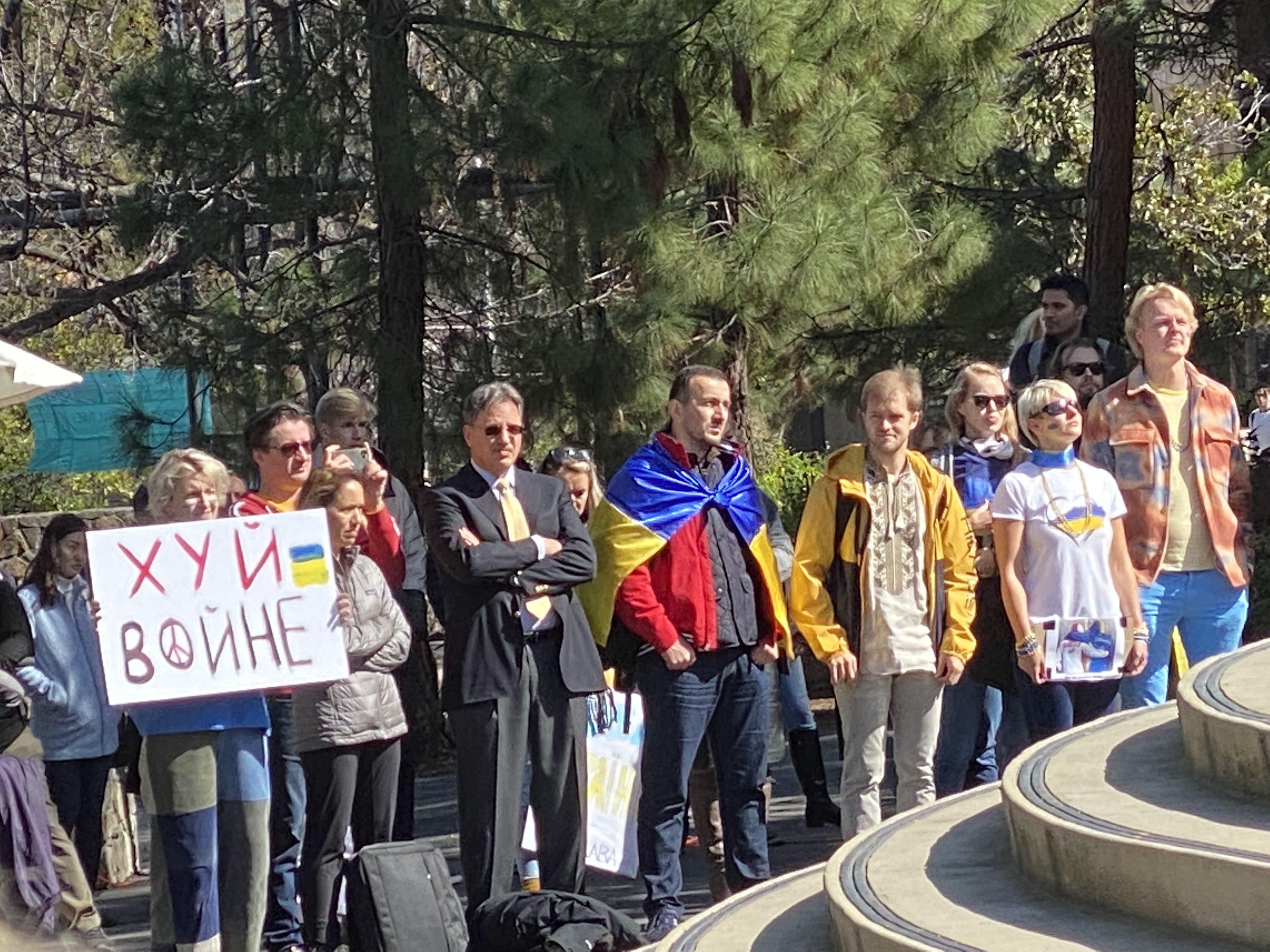
Стенфордський мітинг перед Tresidder Union на підтримку України під час російського вторгнення. Жінка тримає плакат з написом «Хуй войне!»

«Хуй войне!» — нецензурне пацифістське гасло, публічно використане вперше гуртом «Тату» на своїх майках 25 лютого 2003 року на шоу Джея Лено (The Tonight Show with Jay Leno) на каналі NBC під час виконання пісні «All the Things She Said» з їхнього першого англомовного альбому 200 km/h in the Wrong Lane.

## Становище речей перед війною в Іраку
У той момент США готувалися до початку війни в Іраку, і на телебаченні США намагалися не допускати антивоєнних висловлювань. Перед військовою операцією в Іраку низка американських діячів поп-культури висловлювала протест проти можливого початку війни. У грудні 2002 року група кіноакторів та представників шоу-бізнесу оголосила про створення «Об'єднання артистів за перемогу без війни» (Artists United to Win Without War). Відкритий лист до Джорджа Буша, що закликає не допустити початку війни, підписали Кім Бейсінгер, Гелен Хант, Сюзен Серендон, Метт Деймон.
На 45-й церемонії вручення музичної премії «Греммі» співпродюсер розпорядився відключати мікрофони всім, хто спробує озвучити антивоєнні гасла. Тим не менш, Шерил Кроу вийшла з гітарою, на ремені якої був напис «Ні війні» («No war»). У тій чи іншій формі антивоєнні висловлювання зробили репер Емінем, вокаліст Limp Bizkit Фред Дерст, актриса Бонні Райт та інші.
Виступити з антивоєнним гаслом продюсеру гурту порадив американський промоутер, пославшись на виступ Шеріл Кроу. Продюсер гурту Іван Шаповалов запропонував замість гасла «Ні війні» використати нецензурний російськомовний варіант. При цьому з виступу монтажерам вирізали поцілунок. «Ми впевнені, що Росія нас зрозуміє», — сказали дівчата. Пізніше з тим же написом учасниці дуету виступили на кількох інших телешоу, у тому числі 3 березня на телеканалі MTV TRL у Нью-Йорку.
Наступного дня став відомий переклад фрази, і на телешоу Джиммі Кіммела «Jimmy Kimmel Live!» каналу ABC було заборонено одягати майки з таким написом. Тому учасниці вийшли у майках із написом «Censored». Однак Волкова написала фразу маркером на руці телеведучого, ця сцена була показана великим планом.
У Росії, у США та інших країнах стали продаватися майки та інші сувеніри з цим написом.

## Висвітлення у ЗМІ
Поява солісток у майках з матюкою написом було висвітлено російськими та зарубіжними ЗМІ (НТВ, The New York Times, Известия, Газета.ру, NEWSru, «Нова газета», globalrus.ru та інші).
Зокрема, в газеті «Спецназ Росії» про гасло згадав російський публіцист і націоналіст Костянтин Крилов. При цьому він критично відгукнувся про російську естраду загалом. Російський філософ Олександр Дугін у газеті «Комсомольська правда» зазначив, що акція йому «дуже сподобалася»; на його думку, «Тату» написали «золоті слова» і «вчасно показали їх».
Сайт Грані.ру, засудивши відмову низки музичних колективів брати участь в акціях політичної опозиції, заявив, що російські музиканти слідують політичній кон'юнктурі; говорячи про гурт «Тату», сайт зазначив: «А для напису „Х.. антитерористичної операції в Чеченській Республіці“, мабуть, місця просто не залишилося».
Доброзичливий відгук з'явився в інтернет-журналі  Інституту проблем глобалізації російського економіста та політолога Михайла Делягіна. Газета «Радянська Росія» зазначила: «можна лише шкодувати, що тепер Росія підкорює іноземних глядачів не балетом, не виступом народних колективів і не класичною музикою, а екстравагантними витівками двох відв'язаних дівчат».
Журналіст Валерій Панюшкін, який присвятив слогану статтю у виданні Газета.ру, писав: «Проти в'єтнамської війни було гасло „Займайтеся любов'ю, а не війною“, а любов, погодьтеся, сильніше чаю. За любов людина готова померти, а за чай не готова, і за слово „ні“ не готова, і за соціальну справедливість не готова. Тож „Хуй ВІЙНІ!“».

## Подальше використання гасла
У 2022 році, невдовзі після початку вторгнення Росії в Україну, російське інтернет-видання «Медіазона» запустило подкаст «Хуй войне», автором якого є російський журналіст Петро Рузавін, який проживає в Україні, чоловік української журналістки Наталії Гуменюк.